# 진카이촌
진카이촌(椿海村)은 지바현 소사군에 일찍이 존재했던 촌이다. 

## 지리
- 현재의 소사시 북동부에 해당한다.
- 마을 지역은 고원과 평지가 뒤섞인 골짜기가 많은 지형이다.

## 역사
- 1889년 4월 1일 - 정촌제 시행에 수반해 소사군 진카이촌이 성립하였다.
- 1954년 3월 31일 - 요카이치바정, 진카이촌·소사촌·도요사카촌·스카촌·교코촌·요시다촌·이다카촌·도요와촌과 합병해, 요카이치바시가 성립해, 진카이촌은 폐지되었다.

## 인구
| 1891년 | 1,909 |
| 1920년 | 2,289 |
| 1930년 | 2,479 |
| 1954년 | 3,942 |

## 참고문헌
- 角川日本地名大辞典編纂委員会『角川日本地名大辞典 12 千葉県』、角川書店、1984年 ISBN 4040011201